# Europese kampioenschappen karate (IFK)
De Europese kampioenschappen karate zijn door de International Federation of Karate (IFK) georganiseerde kampioenschappen voor karateka's.

## Geschiedenis
De eerste editie vond plaats in 1995 in het Welshe Cardiff.

## Edities
| Editie | Jaar | Locatie                       |
| ------ | ---- | ----------------------------- |
| 1      | 1995 | Cardiff (Verenigd Koninkrijk) |
| 2      | 1999 | Valencia (Spanje)             |
| 3      | 2001 | Berlijn (Duitsland)           |
| 4      | 2007 | Samara (Rusland)              |
| 5      | 2014 | Samokov (Bulgarije)           |
| 6      | 2018 | Jerevan (Armenië)             |